# 楊平駅
楊平駅（ヤンピョンえき）は大韓民国京畿道楊平郡楊平邑にある、韓国鉄道公社（KORAIL）の駅。
乗り入れている路線は、線路名称上は中央線1路線のみであるが、当駅に停車するKTXやITX-セマウルやムグンファ号が他路線に直通したり、広域電鉄の京義・中央線電車が乗り入れている。京義・中央線の駅番号はK135。

## 歴史

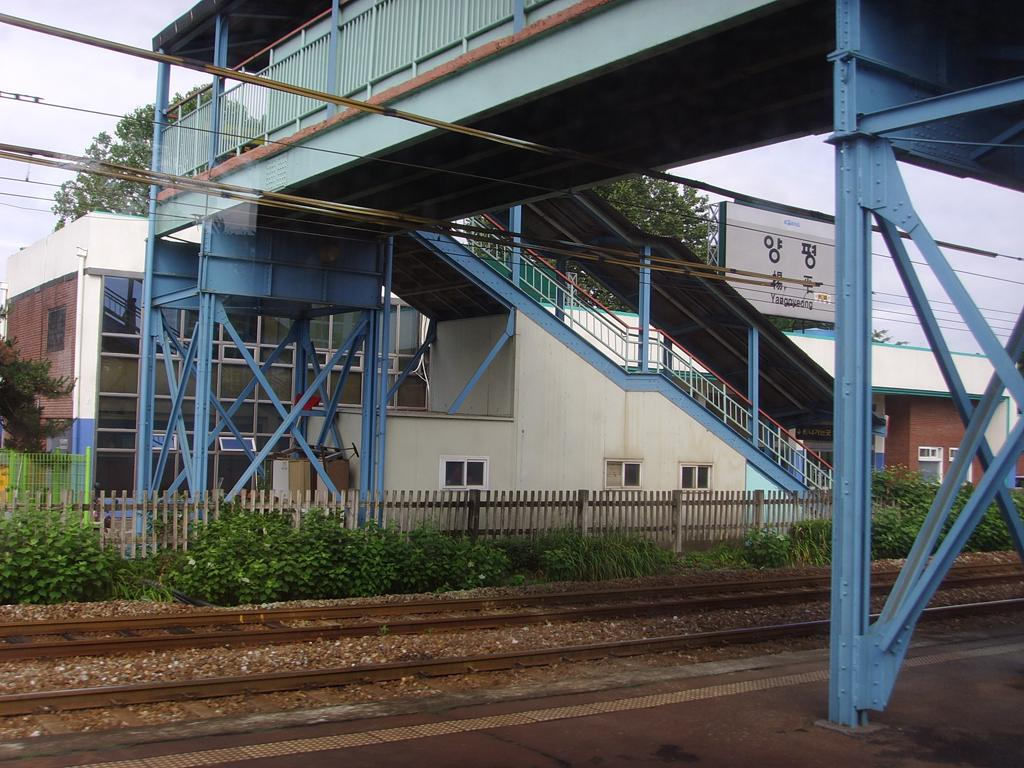
旧駅舎

- 1939年4月1日 - 朝鮮総督府鉄道の駅として開業。
- 2005年1月1日 - 鉄道庁の改組により韓国鉄道公社(KORAIL)の駅となる。
- 2008年6月27日 - 臨時駅舎へ移転、旧駅舎は撤去される。
- 2009年12月23日 - 中央電鉄線が龍門駅まで延伸開業。
- 2014年12月27日 - 京義電鉄線（龍山線）が孔徳駅から龍山駅まで開通し、中央電鉄線と直通を開始。同時に双方の路線名を「首都圏電鉄京義・中央線」とする。

## 駅構造

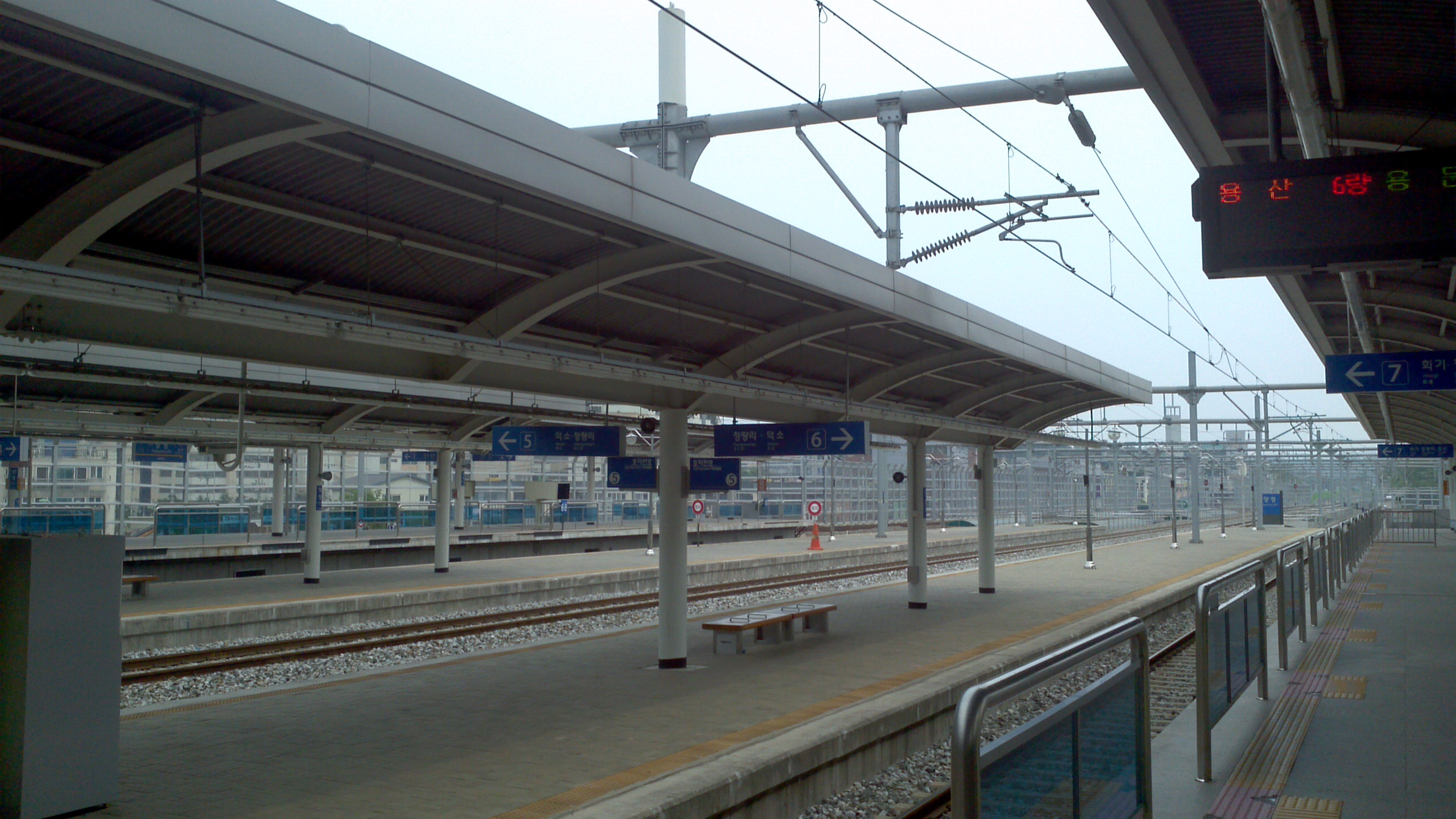
プラットホーム

島式ホーム4面8線の地上駅。ただし1・8番のりばは使用されていない。
外側2面を京義・中央線、内側2面を中央線（一般列車）が使用している。京義・中央線の改札は上下ホーム別々に設置され、改札内でのホーム間移動はできない。
駅舎は電鉄開業に合わせ橋上駅舎に建て替えられた。

### のりば
| 2    | 京義・中央線 | 急行・緩行                      | 龍門・砥平方面                     |
| 3・4 | 中央線       | KTX・ITX-セマウル・ムグンファ号 | 原州・堤川・安東・釜田・正東津方面 |
| 5・6 | 中央線       | KTX・ITX-セマウル・ムグンファ号 | 徳沼・清凉里方面                   |
| 7    | 京義・中央線 | 急行・緩行                      | 徳沼・清凉里・龍山・汶山方面       |

## 利用状況
近年の一日平均利用人員推移は下記のとおり。
なお、2009年は開業日の12月23日から12月31日までの9日間を基準にしたものである。
| 路線         | 路線     | 2000年 | 2001年 | 2002年 | 2003年 | 2004年 | 2005年 | 2006年 | 2007年 | 2008年 | 2009年 | 備考  |
| ------------ | -------- | ------ | ------ | ------ | ------ | ------ | ------ | ------ | ------ | ------ | ------ | ----- |
| 京義・中央線 | 乗車人員 | 未開業 | 未開業 | 未開業 | 未開業 | 未開業 | 未開業 | 未開業 | 未開業 | 未開業 | 2,897  | [ 1 ] |
| 京義・中央線 | 降車人員 | 未開業 | 未開業 | 未開業 | 未開業 | 未開業 | 未開業 | 未開業 | 未開業 | 未開業 | 2,790  | [ 1 ] |
| 京義・中央線 | 乗降人員 | 未開業 | 未開業 | 未開業 | 未開業 | 未開業 | 未開業 | 未開業 | 未開業 | 未開業 | 5,687  | [ 1 ] |
| 路線         | 路線     | 2010年 | 2011年 | 2012年 | 2013年 | 2014年 | 2015年 | 2016年 | 2017年 | 2018年 | 2019年 | 備考  |
| 京義・中央線 | 乗車人員 | 3,043  | 3,482  | 3,704  | 3,854  | 4,031  | 3,967  | 3,978  | 3,946  | 3,632  | 3,558  | [ 1 ] |
| 京義・中央線 | 降車人員 | 3,113  | 3,554  | 3,720  | 3,874  | 4,059  | 4,023  | 4,024  | 3,992  | 3,749  | 3,669  | [ 1 ] |
| 京義・中央線 | 乗降人員 | 6,156  | 7,036  | 7,424  | 7,728  | 8,090  | 7,990  | 8,002  | 7,938  | 7,381  | 7,227  | [ 1 ] |
| 路線         | 路線     | 2020年 |        |        |        |        |        |        |        |        |        |       |
| 京義・中央線 | 乗車人員 | 2,357  |        |        |        |        |        |        |        |        |        |       |
| 京義・中央線 | 降車人員 | 2,388  |        |        |        |        |        |        |        |        |        |       |
| 京義・中央線 | 乗降人員 | 4,745  |        |        |        |        |        |        |        |        |        |       |

## 駅周辺
- 楊平郡庁
- 楊平警察署
- 楊平警察署邑内派出所
- 楊一中学校（朝鮮語版）
- 楊一高等学校（朝鮮語版）
- 楊平初等学校（朝鮮語版）
- 楊平中学校（朝鮮語版）
- 楊平教育支援庁
- 国民健康保険（朝鮮語版）
- 楊平市外バスターミナル（朝鮮語版）

## 隣の駅
韓国鉄道公社
中央線
KTX
上鳳駅 - 楊平駅 - 万鍾駅
ムグンファ号
徳沼駅 - 楊平駅 - 龍門駅
ITX-セマウル
清凉里駅 - 楊平駅 - 原州駅
京義・中央線
中央急行
両水駅 (K130) ← 楊平駅 (K135) - 龍門駅 (K137)
龍山急行
梧浜駅 (K134) - 楊平駅 (K135)  - 元徳駅 (K136)